# Гончар, Павел Иванович
Павел Иванович Гончар (1905—1943) — красноармеец Рабоче-крестьянской Красной Армии, участник Великой Отечественной войны, Герой Советского Союза (1943).

## Биография
Родился в 1905 году в селе Смолянка. Окончил четыре класса начальной школы, после чего работал в колхозе в селе Семиполка Сергеевского района Северо-Казахской области Казахской ССР. В июле 1941 года был призван на службу в Рабоче-крестьянскую Красную Армию и направлен на фронт Великой Отечественной войны. К апрелю 1942 года красноармеец Павел Гончар был сапёром 1074-го стрелкового полка 314-й стрелковой дивизии 7-й отдельной армии. Отличился во время обороны Ленинграда.
17 апреля 1942 года во время боя выполнял инженерные работы в районе железнодорожной станции Свирь в Подпорожском районе Ленинградской области. Заметив, что к подбитому советскому танку устремилась группа солдат противника, он вступил с ней в схватку, уничтожив несколько солдат, что способствовало спасению танка и экипажа. 21 апреля, когда противник попытался захватить подбитый танк «КВ», Гончар пулемётным огнём уничтожил несколько десятков солдат и офицеров противника. 12 января 1943 года в ходе прорыва блокады Ленинграда погиб в бою. Похоронен в братской могиле в посёлке Синявино Кировского района Ленинградской области.
Указом Президиума Верховного Совета СССР «О присвоении звания Героя Советского Союза начальствующему и рядовому составу Красной Армии» от 22 февраля 1943 года за «образцовое выполнение боевых заданий командования на фронте борьбы с немецкими захватчиками и проявленными при этом отвагу и геройство» удостоен посмертно высокого звания Героя Советского Союза. Также посмертно был награждён орденом Ленина.
Бюст Гончара установлен в селе Семиполка, в том же селе в его честь названа школа.